# Masters de tennis masculin 2004
La Masters Cup 2004 est la 35e édition du Masters de tennis masculin, qui réunit les huit meilleurs joueurs disponibles en fin de saison ATP en simple. Les huit meilleures équipes de double sont également réunies pour la 30e fois.

## Faits marquants
(A venir)

## Simple

### Participants
Gastón Gaudio est qualifié car il a gagné un tournoi du Grand Chelem, et qu'il appartenait au top 20 mondial.
| Rang mondial | Rang Masters | Joueur           |
| ------------ | ------------ | ---------------- |
| 1            | 1            | Roger Federer    |
| 2            | 2            | Andy Roddick     |
| 3            | 3            | Lleyton Hewitt   |
| 4            | 4            | Marat Safin      |
| 5            | 5            | Carlos Moyà      |
| 6            | 6            | Guillermo Coria  |
| 7            | 7            | Tim Henman       |
| 8            |              | Andre Agassi     |
| 9            |              | David Nalbandian |
| 10           | 8            | Gastón Gaudio    |

 Guillermo Cañas no 11, remplaçant, n'a pas joué.

### Phase de groupes

#### Groupe rouge
- Résultats

| Joueur 1       | Joueur 2       | Score          |
| Roger Federer  | Gastón Gaudio  | 6-1, 7-64      |
| Lleyton Hewitt | Carlos Moyà    | 65-7, 6-2, 6-4 |
| Carlos Moyà    | Gastón Gaudio  | 6-3, 6-4       |
| Roger Federer  | Lleyton Hewitt | 6-3, 6-4       |
| Roger Federer  | Carlos Moyà    | 6-3, 3-6, 6-3  |
| Lleyton Hewitt | Gastón Gaudio  | 6-2, 6-1       |

- Classement

| #  | Rang | Joueur         | Matches G - P | Sets G - P |
| -- | ---- | -------------- | ------------- | ---------- |
| 1. | 1    | Roger Federer  | 3 - 0         | 6 - 1      |
| 2. | 3    | Lleyton Hewitt | 2 - 1         | 4 - 3      |
| 3. | 5    | Carlos Moyà    | 1 - 2         | 4 - 4      |
| 4. | 8    | Gastón Gaudio  | 0 - 3         | 0 - 6      |

#### Groupe bleu
- Résultats

| Joueur 1     | Joueur 2        | Score      |
| Marat Safin  | Guillermo Coria | 6-1, 6-4   |
| Andy Roddick | Tim Henman      | 7-5, 7-66  |
| Tim Henman   | Guillermo Coria | 6-2, 6-2   |
| Andy Roddick | Marat Safin     | 7-67, 7-64 |
| Andy Roddick | Guillermo Coria | 7-64, 6-3  |
| Marat Safin  | Tim Henman      | 6-2, 7-62  |

- Classement

| #  | Rang | Joueur          | Matches G - P | Sets G - P |
| -- | ---- | --------------- | ------------- | ---------- |
| 1. | 2    | Andy Roddick    | 3 - 0         | 6 - 0      |
| 2. | 4    | Marat Safin     | 2 - 1         | 4 - 2      |
| 3. | 7    | Tim Henman      | 1 - 2         | 2 - 4      |
| 4. | 6    | Guillermo Coria | 0 - 3         | 0 - 6      |

### Phase finale
|  |                |            |                |            |               |     |   |        |        |        |        |        |
|  | 1/2 finale     | 1/2 finale | 1/2 finale     | 1/2 finale | 1/2 finale    |     |   | Finale | Finale | Finale | Finale | Finale |
|  |                |            |                |            |               |     |   |        |        |        |        |        |
|  |                |            |                |            |               |     |   |        |        |        |        |        |
|  | Roger Federer  | (1)        | 6              | 7          |               |     |   |        |        |        |        |        |
|  | Roger Federer  | (1)        | 6              | 7          |               |     |   |        |        |        |        |        |
|  | Marat Safin    | (4)        | 3              | 618        |               |     |   |        |        |        |        |        |
|  | Marat Safin    | (4)        | 3              | 618        | Roger Federer | (1) | 6 | 6      |        |        |        |        |
|  |                |            |                |            |               | (1) | 6 | 6      |        |        |        |        |
|  |                |            | Lleyton Hewitt | (3)        | 3             | 2   |   |        |        |        |        |        |
|  | Lleyton Hewitt | (3)        | Lleyton Hewitt | (3)        | 3             | 2   | 6 | 6      |        |        |        |        |
|  | Lleyton Hewitt | (3)        |                |            |               |     | 6 | 6      |        |        |        |        |
|  | Andy Roddick   | (2)        | 3              | 2          |               |     |   |        |        |        |        |        |
|  | Andy Roddick   | (2)        | 3              | 2          |               |     |   |        |        |        |        |        |

## Double

### Participants
| No | Équipe                         | Résultat (V, D)           |
| -- | ------------------------------ | ------------------------- |
| 1  | Mark Knowles Daniel Nestor     | Demi-finale (3V, 1D)      |
| 2  | Bob Bryan Mike Bryan           | Victoire (4V, 1D)         |
| 3  | Jonas Björkman Todd Woodbridge | Demi-finale (3V, 1D)      |
| 4  | Wayne Black Kevin Ullyett      | Finale (3V, 2D)           |
| 5  | Mahesh Bhupathi Max Mirnyi     | Phase de groupes (1V, 2D) |
| 6  | Martin Damm Cyril Suk          | Phase de groupes (0V, 3D) |
| 7  | Gastón Etlis Martín Rodríguez  | Phase de groupes (0V, 3D) |
| 8  | Xavier Malisse Olivier Rochus  | Phase de groupes (1V, 2D) |

### Phase de groupes

#### Groupe rouge
| Rang |                               | Black Ullyett  | Malisse Rochus | Damm Suk      | Matchs G - P | Sets G - P |
| 1    | Mark Knowles Daniel Nestor    | 4-6, 6-3, 7-67 | 5-7, 7-62, 6-4 | 6-2, 6-3      | 3-0          | 6-2        |
| 2    | Wayne Black Kevin Ullyett     |                | 6-4, 6-2       | 6-2, 6-2      | 2-1          | 5-2        |
| 3    | Xavier Malisse Olivier Rochus |                |                | 2-6, 6-1, 6-4 | 1-2          | 3-5        |
| 4    | Martin Damm Cyril Suk         |                |                |               | 0-3          | 1-6        |

#### Groupe bleu
| Rang |                                | Bryan    | Bhupathi Mirnyi | Etlis Rodríguez | Matchs G - P | Sets G - P |
| 1    | Jonas Björkman Todd Woodbridge | 6-3, 6-4 | 6-3, 6-2        | 2-6, 7-64, 7-63 | 3-0          | 6-1        |
| 2    | Bob Bryan Mike Bryan           |          | 7-67, 5-7, 6-4  | 6-3, 7-64       | 2-1          | 4-3        |
| 3    | Mahesh Bhupathi Max Mirnyi     |          |                 | 6-3, 7-65       | 1-2          | 3-4        |
| 4    | Gastón Etlis Martín Rodríguez  |          |                 |                 | 0-3          | 1-6        |

### Phase finale
|  |                                |            |                           |            |                      |     |   |        |        |        |        |        |        |        |
|  | 1/2 finale                     | 1/2 finale | 1/2 finale                | 1/2 finale | 1/2 finale           |     |   | Finale | Finale | Finale | Finale | Finale | Finale | Finale |
|  |                                |            |                           |            |                      |     |   |        |        |        |        |        |        |        |
|  |                                |            |                           |            |                      |     |   |        |        |        |        |        |        |        |
|  | Mark Knowles Daniel Nestor     | (1)        | 2                         | 4          |                      |     |   |        |        |        |        |        |        |        |
|  | Mark Knowles Daniel Nestor     | (1)        | 2                         | 4          |                      |     |   |        |        |        |        |        |        |        |
|  | Bob Bryan Mike Bryan           | (2)        | 6                         | 6          |                      |     |   |        |        |        |        |        |        |        |
|  | Bob Bryan Mike Bryan           | (2)        | 6                         | 6          | Bob Bryan Mike Bryan | (2) | 4 | 7      | 6      | 6      |        |        |        |        |
|  |                                |            |                           |            |                      | (2) | 4 | 7      | 6      | 6      |        |        |        |        |
|  |                                |            | Wayne Black Kevin Ullyett | (4)        | 6                    | 5   | 4 | 2      |        |        |        |        |        |        |
|  | Jonas Björkman Todd Woodbridge | (3)        | Wayne Black Kevin Ullyett | (4)        | 6                    | 5   | 4 | 2      | 4      | 2      |        |        |        |        |
|  | Jonas Björkman Todd Woodbridge | (3)        |                           |            |                      |     |   |        | 4      | 2      |        |        |        |        |
|  | Wayne Black Kevin Ullyett      | (4)        | 6                         | 6          |                      |     |   |        |        |        |        |        |        |        |
|  | Wayne Black Kevin Ullyett      | (4)        | 6                         | 6          |                      |     |   |        |        |        |        |        |        |        |